# 朴胤載
朴胤載（韓語：박윤재，1981年1月14日—），韓國男演員，姊姊為演員蔡琳。

## 演出作品

### 電視劇
- 2002年：MBC《愛情或麵包》
- 2008年：MBC《聚光燈》飾演 尹錫昌
- 2011年：SBS《新妓生傳》飾演 吳智岩
- 2011年：MBC《不屈的兒媳婦》飾演 文信宇
- 2012年：SBS《美味人生》飾演 李載福
- 2012年：SBS《信義》飾演 德興君
- 2013年：SBS《你的女人》飾演 姜政勳
- 2013年：JTBC《她的神話》飾演 姜民基
- 2013年：MBC《閃耀的羅曼史》飾演 姜夏俊
- 2015年：MBC《不屈的車女士》飾演 金智錫
- 2017年：KBS《沒有名字的女人》飾演 具道治
- 2018年：KBS《讓開，命運啊》飾演 楊南真
- 2021年：KBS《紅色高跟鞋》飾演 尹基錫
- 2022年：KBS《颱風的新娘》飾演 尹清風
- 2025年：KBS 2TV《女王之家》飾演 黃基燦

### 電影
- 2002年：《海岸線》
- 2008年：《Bravo My life》
- 2009年：《飛翔》

## 獎項
| 年份 | 頒獎典禮    | 獎項                      | 作品               |
| ---- | ----------- | ------------------------- | ------------------ |
| 2011 | MBC演技大賞 | 男子新人獎                | 《不屈不撓的媳婦》 |
| 2018 | KBS演技大獎 | 日日劇部門 男子優秀演技獎 | 《讓開，命運啊》   |

## 外部連結
- NAVER